# Allemands de Russie
Les Allemands de Russie ou Russes allemands (en allemand : Russlanddeutsche ; en russe : российские немцы ou русские немцы) sont les Allemands et leurs descendants vivant en Russie ou en URSS. Durant la fin du XXe siècle, un grand nombre d'entre eux a émigré vers l'Allemagne.

## Histoire
C'est à partir de juillet 1763 que des populations germaniques principalement luthériennes, mais aussi catholiques, et minoritairement baptistes, piétistes ou mennonites, provenant du sud-ouest de l'Allemagne, de Hesse, de Rhénanie, du Palatinat et aussi de l'Alsace, commencèrent à s'installer en Russie. Cette population a été invitée par Catherine II pour cultiver les terres de la Volga et de l'Ukraine, vacantes après l'expulsion des Turcs et des Tatars de ces régions. Cette minorité ethnique, à laquelle les tsars avaient accordé la liberté de culte et d'autres privilèges, en particulier financiers, s'intégra peu et se mélangea encore moins à la population russe.
Après avoir détrôné son époux Pierre III, la princesse allemande Sophie Fredericke Auguste von Anhalt-Zerbst, née à Stettin, monta sur le trône, sous le nom de Catherine II dite « la Grande ». Elle enleva à l'Empire ottoman par ses conquêtes un peu plus de 500 000 km2 de territoire (notamment vers l'actuelle Ukraine en Nouvelle Russie). Or ces steppes au fertile tchernoziom n'étaient que peu, et lentement, colonisées par les cosaques russes ou ukrainiens et n'étaient donc pas assez cultivées ou habitées. En conséquence, Catherine II publia un manifeste en juillet 1763, invitant les populations d'Europe de l'Ouest, notamment ses anciens compatriotes allemands, à émigrer en Russie en échange de privilèges, tels que :
1. l'attribution gratuite de 60 dessiatines (environ 65 hectares) de terre arable par famille ;
2. l'attribution d'une indemnité journalière pour leur nourriture du moment de leur installation en Russie jusqu’à la première récolte ;
3. l'attribution d'un prêt de l’État russe sur dix ans ;
4. la restitution des subsides avancés par la Couronne aux colons, se fait après les dix premières années, et se répartit sur les dix suivantes ;
5. l'exemption de taxes pendant dix ans ;
6. la dispense pendant trente ans du service militaire et civil (mais libre à eux de s’y faire inscrire) ;
7. une totale liberté de culte quelle que soit leur religion, pourvu qu’elle ne fût pas musulmane ;
8. le droit d'importer une fois pour toutes des marchandises à vendre, pour la valeur de 300 roubles ; mais ces marchandises doivent lui appartenir en propre ;
9. le droit de vendre ses biens de quelque nature qu'ils soient, sans payer la douane, mais toutefois effacer les éventuelles dettes contractées par les colons envers la couronne russe ;
10. le droit de quitter la Russie, à condition de payer à l'État, outre ses dettes, le total de trois années d'impôt.

Cela donnait aux colons allemands la possibilité de vivre en autogestion en étant relativement indépendants de l'administration russe, ce qui était aussi le cas des cosaques (astreints, pour leur part, au service militaire en échange de ces avantages), mais pas des paysans russes ou ukrainiens qui furent, eux, astreints au servage jusqu'en 1861. D'où une grande inégalité entre d'une part les villages allemands et cosaques, plutôt prospères, en les autres, souvent très pauvres et beaucoup moins efficaces économiquement.
Après la Révolution russe, toutes les différences de statut (et donc les avantages) furent abolies, les biens des Allemands de Russie furent collectivisés, leur liberté de culte abolie, et, pendant la guerre civile russe, la terreur rouge, les réquisitions et la famine s'abattirent sur eux. Une partie d'entre eux s'enfuit alors vers l'Ouest, tentant de rejoindre l'Allemagne où les survivants (Aussiedler) grossirent le nombre de pauvres. Plus tard, en 1924, une République socialiste soviétique autonome des Allemands de la Volga (Autonome Sozialistische Sowjet-Republik der Wolga-Deutschen ; Автоно́мная Сове́тская Социалисти́ческая Респу́блика Не́мцев Пово́лжья) fut créée, mais fut révoquée en 1942 par Joseph Staline qui fit déporter toute sa population vers la Sibérie et le Kazakhstan.

## Origine du terme
En URSS, chaque citoyen se voyait attribué une nationalité (Национальность) qui figurait dans tous les papiers officiels, tels que l'acte de naissance ou le passeport. Ainsi les Russes allemands voyaient figurer sur leurs papiers la mention « allemand » ou « allemande » (Немец/Немка) même après plusieurs générations nées sur territoire russe. C'est toujours le cas aujourd'hui, de manière déclarative, en Russie et nombre de pays de l'ancienne URSS.

## Démographie
|                                 | 1926      | 1939      | 1959      | 1970      | 1979      | 1989      | 1991    | 2002    | 2010    | 2017      |
| ------------------------------- | --------- | --------- | --------- | --------- | --------- | --------- | ------- | ------- | ------- | --------- |
| URSS                            | 1 238 000 | 1 427 000 | 1 619 000 | 1 846 000 | 1 936 000 | 2 039 000 |         |         |         |           |
| RSFSR (Russie à partir de 1991) | 806 000   | 863 000   | 820 000   | 761 000   | 791 000   | 842 000   |         | 597 000 | 394 000 |           |
| Allemagne                       |           |           |           |           |           |           | 450 000 |         |         | 2 400 000 |

NB : Les données des recensements de la population en Union soviétique ne sont pas des plus fiables et l'Allemagne n'a pas mené de statistiques précises sur les immigrations de Russes allemands. Les données ci-dessus sont donc à prendre à titre indicatif.

## Émigration de masse des années 1990
Persécutés sous Joseph Staline, puis déportés vers l'Asie centrale et la Sibérie par centaines de milliers en 1941, ces « Allemands de Russie » se sont précipités en grand nombre vers la lointaine mère-patrie (Heimat) de leurs ancêtres dans les années 1990, dès l'ouverture du rideau de fer et la dislocation de l'URSS. L'article 116 GG de la Loi fondamentale de la République fédérale d'Allemagne certifie que toute personne pouvant prouver qu'elle a un ascendant allemand a droit à la nationalité allemande. Jusqu'en 1996 les règles d'obtention de naturalisation sont encore très souples et ce sont ainsi en moyenne 200 000 Russes allemands qui rejoignirent chaque année l'Allemagne depuis la Russie et les anciennes républiques soviétiques durant les années 1990,. L'émigration de Russes allemands vers l'Allemagne continue depuis, bien qu'en quantité moins élevée, entre autres à cause des durcissements de la loi en 1996 et 2005.

## Ré-émigration des années 2000
Un certain nombre de Russes d'origine allemande ont choisi de retourner vivre dans les pays issus de la dislocation de l'URSS. Adaptés à la vie dans les pays communistes et post-communistes, où l'improvisation supplée à l'organisation et la solidarité de voisinage à l'indigence des aides sociales, et où l'économie ne fonctionnait pas en flux tendu, ils ne purent pas s'intégrer au mode de vie très consumériste de l'Allemagne moderne, où l'entreprise est un lieu de production et non de vie sociale : de ce fait, ils éprouvèrent des problèmes d'emploi et financiers, et furent confrontés au rejet des Allemands occidentaux qui les considèrent comme des Russes, d'autant que l'allemand n'était pour beaucoup de ces immigrés plus leur langue maternelle et qu'ils avaient adopté des goûts musicaux et culinaires russes. Cela, ajouté à la curiosité pour la Russie et au jeu des médias russes (dénigrement de l'Occident, embellissement de la Russie), détermina plus de 15 000 Russes allemands à retourner en Russie.

## Situation contemporaine en Russie
Après la chute de l'URSS, plusieurs entités administratives allemandes ont été réaménagées ou créées. Parmi elles figurent le raïon d'Halbstadt (kraï de l'Altaï), le raion d'Asovo (Oblast de Tomsk). Dans l'Oblast de Novossibirsk et le kraï de l'Altaï les Russes allemands représentent la plus grande minorité ethnique[réf. souhaitée].
La majeure partie des Russes allemands se trouve en Sibérie, où Joseph Staline les avait fait déporter.

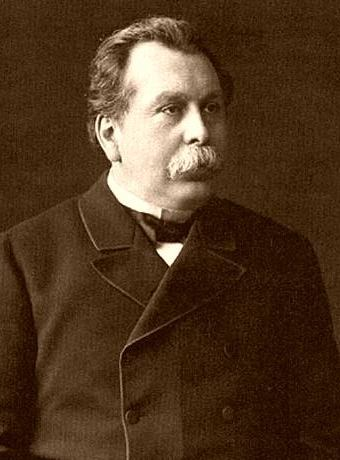
Viatcheslav Plehve, ministère de l'Intérieur de l'Empire russe, russe allemand.

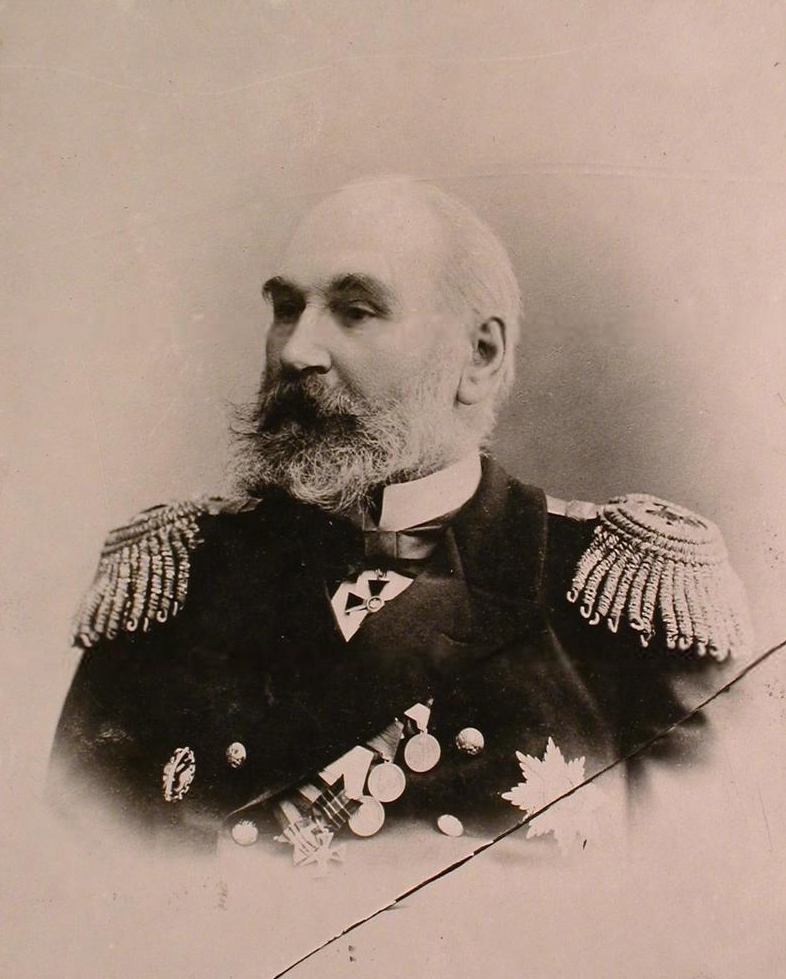
Wilhelm Withöft, amiral de l'Empire russe, russe allemand.

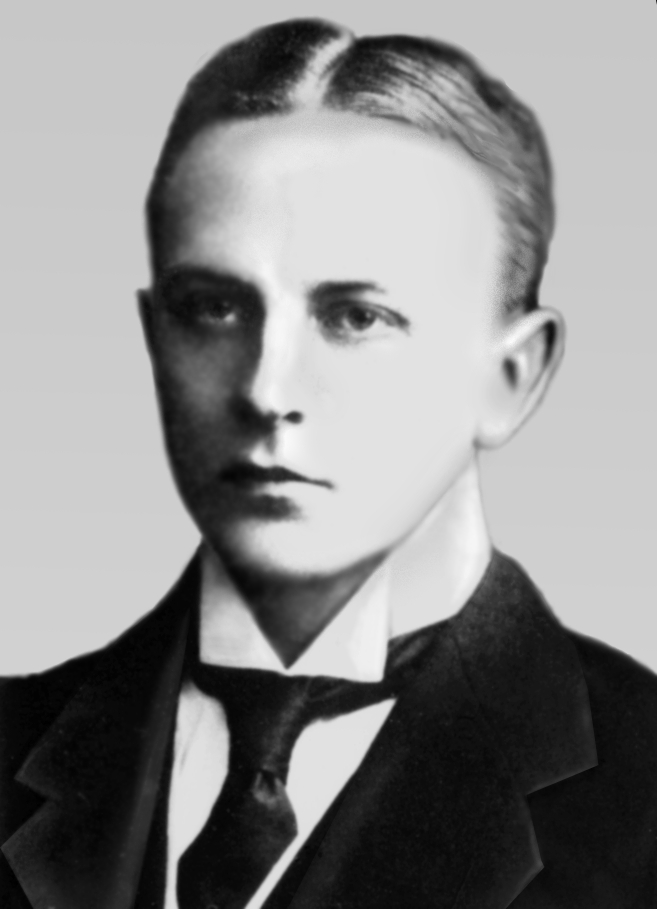
Max Vasmer, linguiste, russe allemand.

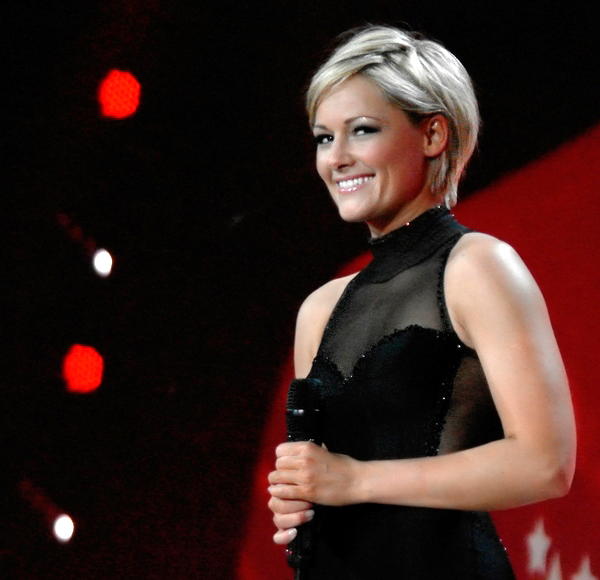
Helene Fischer, chanteuse, russe allemande.

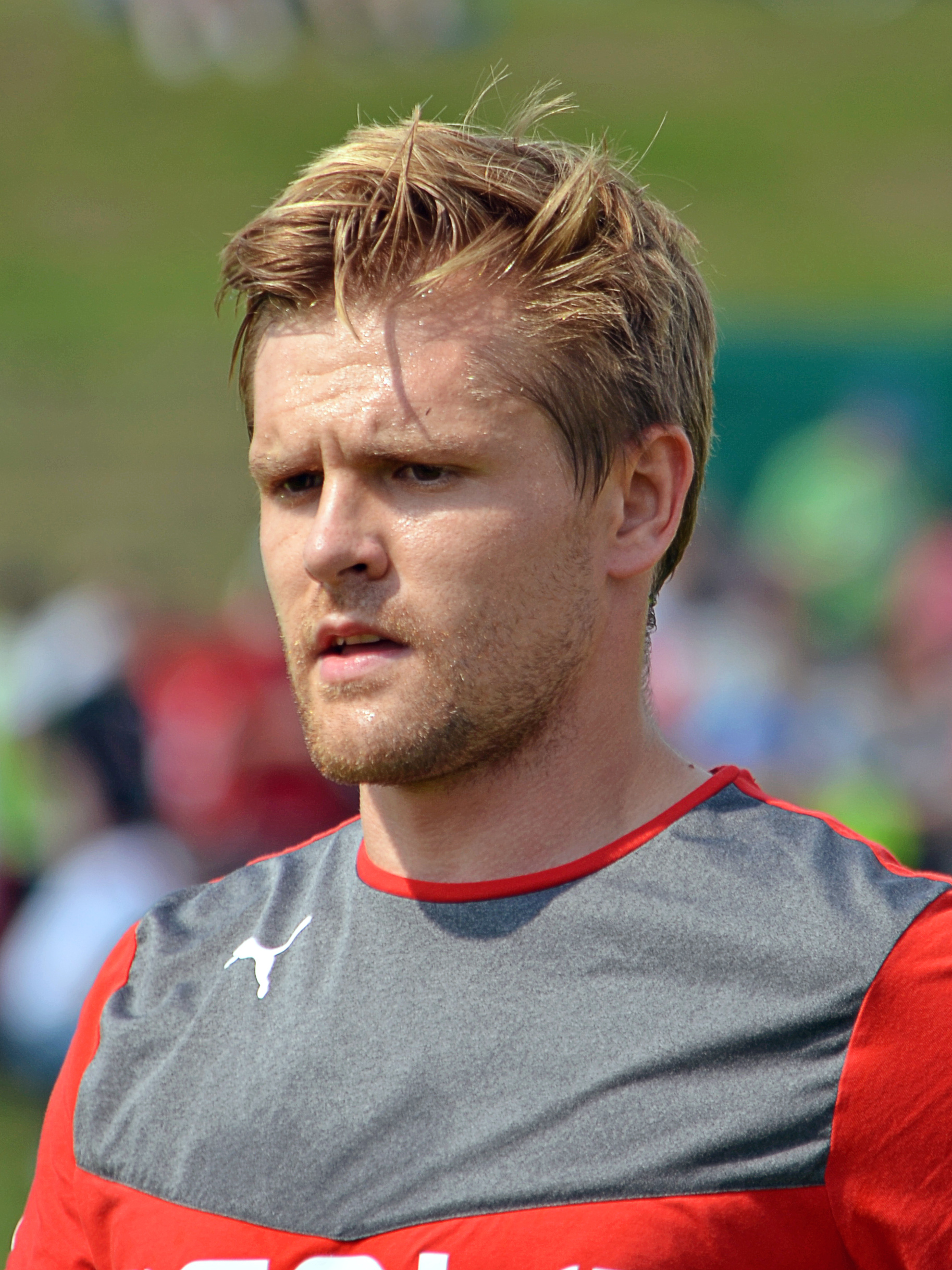
Heinrich Schmidtgal, footballeur kazakh, russe allemand.

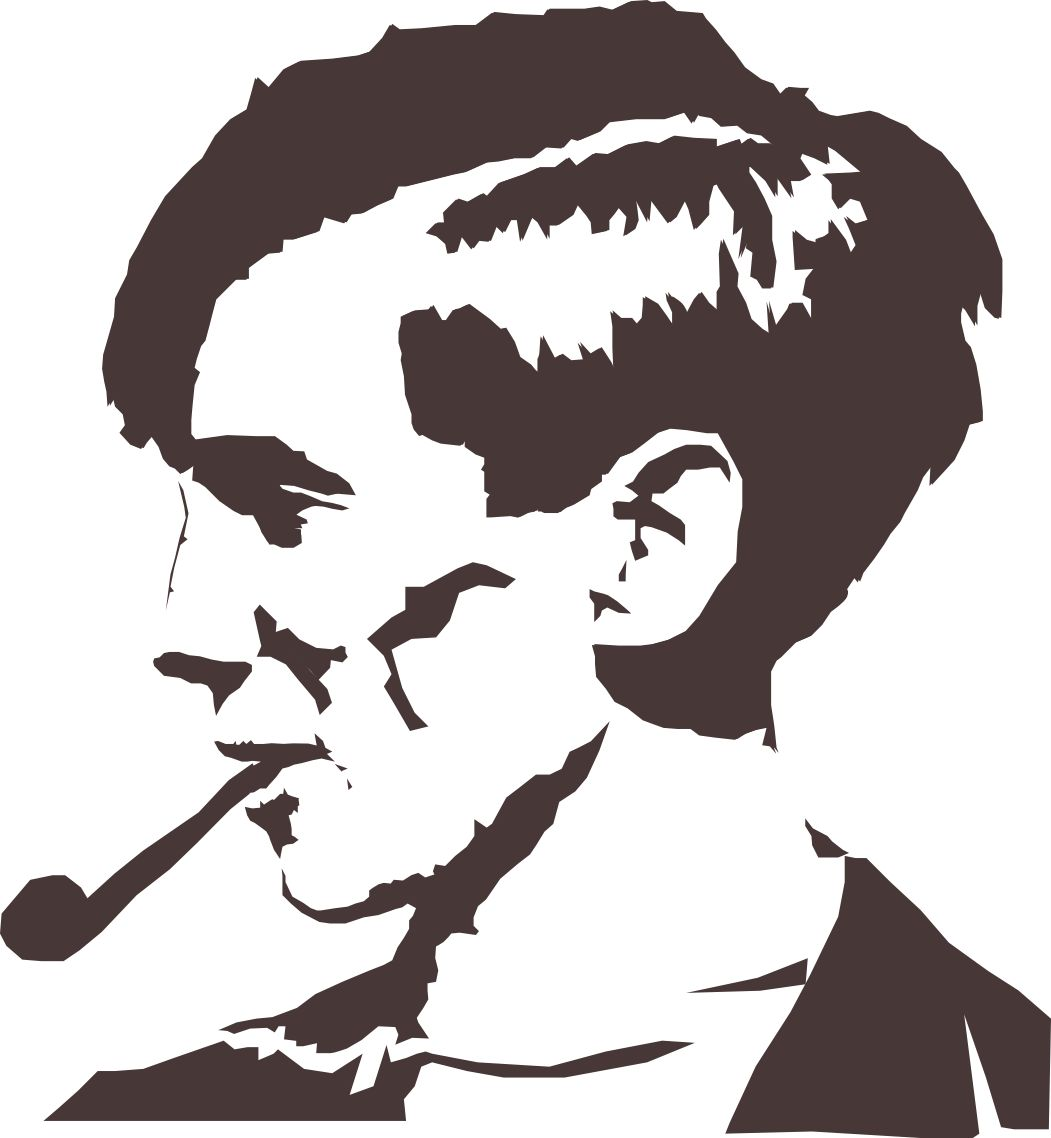
Alexander Schmorell, résistant allemand, russe allemand.

## Russes allemands célèbres
Cette liste ne prend pas en compte les Germano-Baltes, issus d'une colonisation bien antérieure à Catherine II dans les pays baltes, et qui s'y trouvaient depuis le Moyen-Âge avant leur rattachement à l'Empire russe.
- Politiciens
  - German Gref (1964-)
  - Viatcheslav Plehve (1846-1904)
- Hommes d'affaires
  - Alexeï Miller (1962-)
- Militaires
  - William Fischer (1903-1971)
  - Pierre Gueorguievitch d'Oldenbourg (1812-1881)
  - Wilhelm Withöft (1847-1904)

- Scientifiques et ingénieurs
  - Vladimir Wiese (1886-1954)
  - Boris Unbegaun (1898-1973)
  - Alexander von Bunge (1803-1890)
  - Wladimir Peter Köppen (1846-1940)
  - Friedrich Joseph Haass (1780-1853)
  - Ernest Krenkel (1903-1971)
  - Friedrich von Lütke (1797-1882)
  - Vassili Radlov (1837-1918)
  - Boris Rauschenbach (1915-2001)
  - Max Vasmer (1886-1962)
  - Friedrich Tsander (1887-1933)
  - Otto Schmidt (1891-1956)
  - Vladimir Dahl (1801-1872)
  - Franz Schechtel (1859-1926)
  - Andreï Stackenschneider (1802-1865)
  - Igor Tamm (1895-1971)
  - Andre Geim (1958-)
  - Vsevolod Miller (1848-1913)

- Artistes et écrivains
  - Karl Brioullov (1799-1852)
  - Denis Fonvizine (1745-1792)
  - Alissa Freindlich (1934-)
  - Bruno Freindlich (1909-2002)
  - Anna German (1936-1982)
  - Alexandre Herzen (1812-1870)
  - Gidon Kremer (1947-)
  - Wilhelm Küchelbecker (1797-1846)
  - Vsevolod Meyerhold (1874-1940)
  - Julia Neigel (1966-)
  - Heinrich Neuhaus (1888-1964)
  - Ivan Ivanovitch Petrov (1920-2003)
  - Sviatoslav Richter (1915-1997)
  - Theophil Richter (1872-1941)
  - Alfred Schnittke (1934-1998)
  - Richard Sorge (1895-1944)
  - Sascha Schneider (1870-1927)
  - Helene Fischer (1984-)
  - Emilia Schüle (1992-)
  - Reinhold Glière (1874-1956)
  - Lev Knipper (1898-1974)
  - Olga Knipper (1868-1959)
  - Olga Tchekhova (1897-1980)
  - Anton Delvig (1798-1831)
  - Afanassi Fet (1820-1892)
  - Zinaïda Hippius (1869-1945)
  - Zhanna Friske (1974-2015)
  - Boris Pilniak (1894-1938)
  - Alexandre Pal (1988-)

- Philosophes
  - Afrikan Aleksandrovich Špir (1837-1890)

- Sportifs
  - Dennis Wolf (1978-)
  - Olga Graf (1983-)
  - Valeriy Brumel (1942-2003)
  - Alexander Kosenkow (1977-)
  - Lilli Schwarzkopf (1983-)
  - Tanja Szewczenko (1977-)
  - Dimitri Peters (1984-)
  - Vitali Tajbert (1982-)
  - Robert Stieglitz (1981-)
  - Ina Menzer (1980-)
  - Vitalij Aab (1979-)
  - Sachar Blank (1985-)
  - Robert Dietrich (1986-)
  - Dimitrij Kotschnew (1981-)
  - Dimitri Pätzold (1983-)
  - Andreas Beck (1987-)
  - Konstantin Engel (1988-)
  - Juri Judt (1986-)
  - Bernd Leno (1992-)
  - Peter Neustädter (1966-)
  - Roman Neustädter (1988-)
  - Edgar Prib (1989-)
  - Andreas Wolf (1982-)
  - Sergej Fuchs (1987-)
  - Konstantin Rausch (1990-)
  - Alexander Merkel (1992-)
  - Heinrich Schmidtgal (1985-)
  - Angelina Grün (1979-)

- Personnalités ecclésiastiques
  - Dietrich Brauer (1983-)
  - Ignace Aurélien Fessler (1756-1839)
  - Nikolaus Messmer (1954-2016)
  - Procope d'Oustioug (?-1303)
  - Joseph Werth (1952-)

- Autres
  - Friedrich Joseph Haass (1780-1853)
  - Wilhelm Junker (1840-1892)
  - Alexander Schmorell (1917-1943)